# Genuine (мини-альбом)
Genuine (рус. Истинный) — дебютный мини-альбом южнокорейской певицы Соне. Был выпущен 26 июля 2022 года лейблом BlockBerry Creative.

## Предыстория и релиз
В декабре 2014 года Соне, лидер и главная вокалистка Wonder Girls, объявляет о своём уходе из группы и из индустрии, аргументируя это желанием жить для себя отправиться на Гаити, чтобы продолжить заниматься миссионерской деятельностью со своим мужем. Агентство исполнительницы, JYP Entertainment, выпустило ответное заявление, где опровергло информацию об уходе Соне из коллектива и расформировании Wonder Girls, а также о том, что контракт действителен, и девушка сообщила об уходе без согласования с компанией. Тем не менее, в июле 2015 года, незадолго до камбэка Wonder Girls было объявлено, что Соне покидает JYP.
В августе 2018 года Соне подписывает контракт с Polaris Entertainment, и объявляет о возвращении в индустрию, объясняя это тем, что её уход был связан с недопониманием ситуации со стороны фанатов, а также тем, что успех не приносил ей радости и удовлетворения. В конце 2021 года исполнительница становится участницей реалити-шоу «Мама-айдол» (англ. Mama the Idol), и в феврале 2022 года подписывает контракт с BlockBerry Creative.
13 июля 2022 года стало известно, что дебютный альбом Genuine, отражающий «сокровенные и самые честные мысли Соне» будет выпущен 26 июля, а 19 июля состоится релиз сингла «Glass Heart».

## Список композиций
| №  | Название        | Текст песни                                   | Музыка                                                     | Аранжировка                              | Длительность |
| -- | --------------- | --------------------------------------------- | ---------------------------------------------------------- | ---------------------------------------- | ------------ |
| 1. | «Genuine»       | Соне Джерри Кэррот                            | Джерри Кэррот Ким Чжэ Чонг                                 | Ким Чжэ Чонг                             |              |
| 2. | «Just a Dancer» | HOLLIN (MonoTree) ZEN HONEY NOISE             | The Muze Nueve Honey Noise                                 | The Muze Nueve                           |              |
| 3. | «Glass Heart»   | Пак Сан Хун Ванесса Кампана Соне Ки Е Ланг    | Ванесса Кампана Кали Роди Пак Сан Хун                      | pollock Хенни Пак Сан Хун                |              |
| 4. | «Now I Fly»     | Соне Пак Чон Чжун (Big Bear) JEWNO All day on | Чон Чжун (Big Bear) JEWNO All day on Чхве Ын Хо (Big Bear) | All day on Пак Чон Чжун (Big Bear) JEWNO |              |
| 5. | «Best Thing»    | Aurori Э Чжи Квон (MonoTree)                  | Aurori Э Чжи Квон (MonoTree)                               | MonoTree                                 |              |